# Code DX

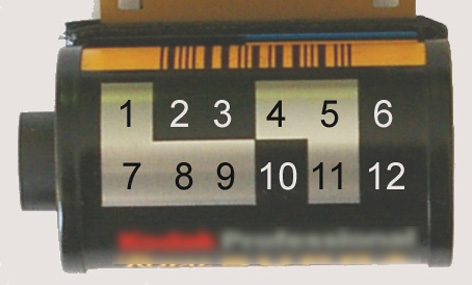
Une cartouche de film négatif couleur, 24 vues, 400 ISO, -1,+1 IL. Les nombres repérant ici les cases ne figurent pas sur les cartouches.

Le code DX se présente sous la forme de douze cases laissées nues ou peintes sur les pellicules de négatif au format 135 (utilisées par les appareils 24*36) qui indiquent la sensibilité de l'émulsion, le nombre de vues et la latitude d'exposition.
Ce code utilise le fait que le corps des cartouches 135 est métallique, la peinture jouant le rôle d'isolant.
Les cases sont lues par une série de 12 contacts dans le magasin de l'appareil.

## Codage utilisé
Les cases 1 et 7 sont toujours nues et servent de contacts de référence. Les autres sont codées comme suit (cases « métal » en gris, cases peintes en noir).
| ISO  | 2 | 3 | 4 | 5 | 6 |
| ---- | - | - | - | - | - |
| 25   |   |   |   |   | o |
| 32   |   |   |   |   |   |
| 40   |   |   |   |   |   |
| 50   |   |   |   |   |   |
| 64   |   |   |   |   |   |
| 80   |   |   |   |   |   |
| 100  |   |   |   |   |   |
| 125  |   |   |   |   |   |
| 160  |   |   |   |   |   |
| 200  |   |   |   |   |   |
| 250  |   |   |   |   |   |
| 320  |   |   |   |   |   |
| 400  |   |   |   |   |   |
| 500  |   |   |   |   |   |
| 640  |   |   |   |   |   |
| 800  |   |   |   |   |   |
| 1000 |   |   |   |   |   |
| 1250 |   |   |   |   |   |
| 1600 |   |   |   |   |   |
| 2000 |   |   |   |   |   |
| 2500 |   |   |   |   |   |
| 3200 |   |   |   |   |   |
| 4000 |   |   |   |   |   |
| 5000 |   |   |   |   |   |

| Vues | 8 | 9 | 10 |
| ---- | - | - | -- |
| 12   |   |   |    |
| 20   |   |   |    |
| 24   |   |   |    |
| 36   |   |   |    |
| 48   |   |   |    |
| 60   |   |   |    |
| 72   |   |   |    |

| IL        | 11 | 12 |
| --------- | -- | -- |
| -0,5,+0,5 |    |    |
| -1,+1     |    |    |
| -1,+2     |    |    |
| -1,+3     |    |    |

## Modification de la sensibilité
Avec un peu de patience, un grattoir et du vernis à ongles, il est possible de modifier la sensibilité lue par un appareil photographique qui ne permet pas de pousser la sensibilité. C'est un choix à faire pour toute la pellicule et à indiquer au laboratoire pour obtenir un développement adapté.
Nota : certains appareils intègrent cette fonctionnalité, comme le Minolta Dynax 7000i. Une simple pression sur un bouton permet de pousser la sensibilité du film. Mais il faut toujours le préciser au laboratoire.